# Solenobia caspari
Solenobia caspari är en fjärilsart som beskrevs av Herrmann. Solenobia caspari ingår i släktet Solenobia och familjen säckspinnare. Inga underarter finns listade i Catalogue of Life.